# Hansa-Brandenburg L16
Die Hansa-Brandenburg L 16 war ein Jagdflugzeug im Ersten Weltkrieg. Es war ein einstieliger Dreidecker in konventioneller Bauart. Der Konstrukteur war Ernst Heinkel.

## Technische Daten
| Kenngröße             | Daten                                           |
| --------------------- | ----------------------------------------------- |
| Besatzung             | 1                                               |
| Länge                 | 7,21 m                                          |
| Spannweite            | 9 m oben 9 m Mitte 9 m unten                    |
| Flügelfläche          | 33,5 m²                                         |
| Startmasse            | 935 kg                                          |
| Höchstgeschwindigkeit | 190 km/h                                        |
| Triebwerk             | ein Reihenmotor Austro Daimler, 285 PS (210 kW) |